# Trstenik (gmina Benedikt)
Trstenik – miejscowość w Słowenii w gminie Benedikt.